# Mbata-Kiela
 (décembre 2023).
Si vous disposez d'ouvrages ou d'articles de référence ou si vous connaissez des sites web de qualité traitant du thème abordé ici, merci de compléter l'article en donnant les références utiles à sa vérifiabilité et en les liant à la section « Notes et références ».
Mbata-Kiela est une localité de la République démocratique du Congo, située dans la province du Kongo central.

## Géographie
Le petit séminaire de Mbata-Kieta est situé au sommet d'une colline au Mayombe dans le territoire de Lukula, à 6 km à l'ouest de la localité de Kangu.

## Histoire
Le petit séminaire Saint-François-Xavier de Mbata-Kiela a été fondé en 1920 par la congrégation des pères scheutistes.

## Personnalités
D'éminentes personnalités y ont étudié, notamment le premier président de la république, Joseph Kasa-Vubu, le premier cardinal Congolais, Joseph-Albert Malula, Monseigneur Joachim Mbadu Kikhela Kupika, l’évêque émérite du diocèse de Boma, monseigneur Cyprien Mbuka Nkuanga, ancien évêque du diocèse de Boma, Monseigneur José-Claude Mbimbi Mbamba, actuel évêque du diocèse de Boma, Monseigneur Eugène Moke, évêque auxiliaire de l'archidiocèse de Kinshasa  ou encore le premier écrivain Congolais Paul Lomami-Tshibamba[réf. nécessaire], auteur du roman "ngando" (crocodile en lingala), paru en 1948 et Albert Ndele, premier gouverneur de la banque centrale du Congo. 